# Orectis massiliensis
Orectis massiliensis is een vlinder uit de familie van de spinneruilen (Erebidae). De wetenschappelijke naam van de soort is voor het eerst geldig gepubliceerd in 1864 door Millière.
Deze nachtvlinder komt voor in Europa.